# Mořan světlopruhý
Mořan světlopruhý nebo též mořan ocasopruhý (Diplodus annularis) je druh mořské paprskoploutvé ryby z čeledi mořanovití (Sparidae).

## Popis
Mořan světlopruhý může dosáhnout délky až 24 cm. Tělo je zbarveno šedě až stříbrně, u žaber a ocasu se nacházejí dva svislé černé pruhy, přičemž pruh u žaber je slabší. Na horní části těla jsou žluté pruhy. Nad očima je rovněž viditelný žlutý pruh, spodní ploutve též zahrnují žluté zbarvení. Uvnitř úst se nachází na obou čelistech osm tvrdých světle hnědých zubů.

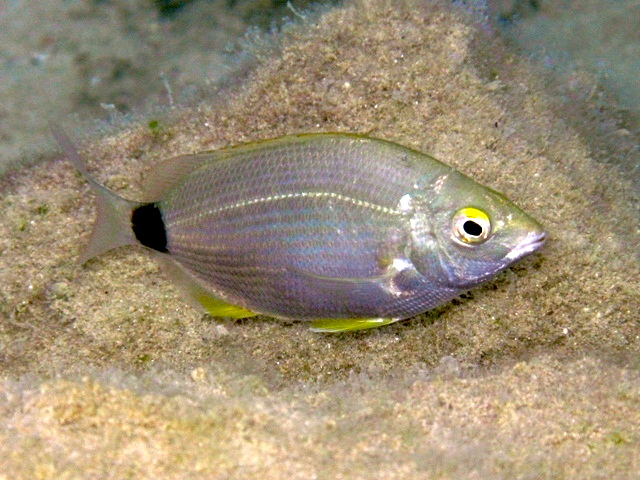
Mořan světlopruhý
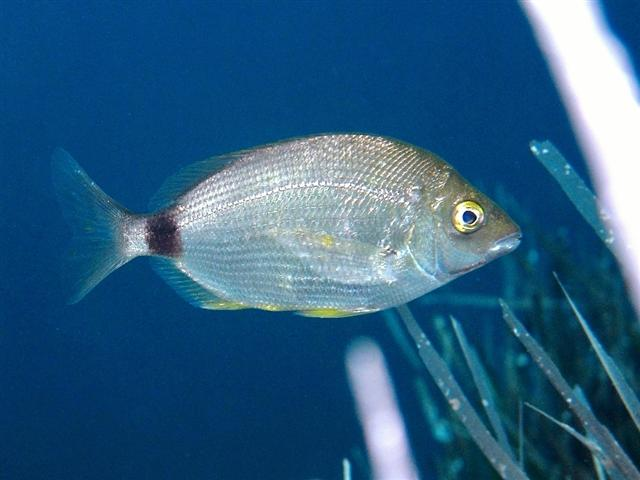
Mořan světlopruhý

## Chování
Mořan světlopruhý je sociální druh, který se často vyskytuje ve velkých skupinách. Na mělčinách běžně vytváří menší skupiny i s ostatními podobnými rybami. 

## Rozmnožování
Období, během něhož se mořan světlopruhý rozmnožuje, se liší na jednotlivých místech; v západním Středozemním moři trvá od října do listopadu, ve východním Středozemním moři od prosince do ledna. Živí se různými bezobratlými, korýši, červy a měkkýši.

## Rozšíření
Mořan světlopruhý se hojně vyskytuje ve Středozemním, Černém a Azovském moři, ale i ve východním Atlantském oceánu u pobřeží Portugalska, Kanárských ostrovů, Madeiry a v Biskajském zálivu.

## Rybolov
Mořan světlopruhý je často loven pomocí sítí, udic nebo pastí na ryby. Jde o jednu z nejchutnějších mořských ryb, díky čemuž je oblíbená v gastronomii.